# 하숙 인생
하숙 인생은 1973년 공개된 대한민국의 영화이다.

## 배역
- 신성일
- 남궁원
- 트위스트 김
- 박지영
- 나오미
- 김지수
- 우연정
- 이낙훈
- 김영인
- 박인상
- 문태선
- 김홍규
- 이예성
- 임성포